# Klara Danisz
Klara Danisz (ur. 25 grudnia 1895 w Załężu, zm. 28 kwietnia 1970 w Katowicach) – polska działaczka społeczna i narodowa, uczestniczka powstań śląskich.

## Życiorys
Urodziła się 25 grudnia 1895 roku w Załężu (późniejsza część Katowic) w rodzinie Świtałów.
Należała do Towarzystwa Gimnastycznego „Sokół” w Załężu, a także zrzeszona była w Polskiej Organizacji Wojskowej Górnego Śląska. W trakcie I i II powstania śląskiego działała na terenie Załęża, a podczas III powstania śląskiego w Sławęcicach. Była sanitariuszką i maszynistką.
W latach międzywojennych udzielała się w Związku Powstańców Śląskich, a także była aktywna w Towarzystwie Katolickich Polek w Załężu, gdzie m.in. odgrywała przedstawienia teatralne. Po wybuchu II wojny światowej, będąc zagrożona aresztowaniem uciekła do Raciborza i Strzybnika.
Mieszkała przy ulicy Gliwickiej w Katowicach.
Zmarła 28 kwietnia 1970 roku w Katowicach. Pochowana została na tamtejszym cmentarzu przy ulicy P. Pośpiecha. Jej grób wpisany został do ewidencji grobów weteranów walk o Wolność i Niepodległość Polski.

## Ordery i odznaczenia
- Medal 10-lecia Polski Ludowej[1]
- Medal Niepodległości[1]
- Śląski Krzyż Powstańczy[1]